# Vespa mocsaryana
Vespa mocsaryana är en getingart som beskrevs av François du Buysson. Vespa mocsaryana ingår i släktet bålgetingar, och familjen getingar. Inga underarter finns listade i Catalogue of Life.